# Monte Didgori
Monte Didgori é uma montanha situada em torno de 40 km a oeste da capital da Geórgia, Tbilisi, na parte leste da Cordilheira de Trialécia, a qual faz parte do Pequeno Cáucaso. Foi no Monte Didgori que ocorreu a Batalha de Didgori, em que o rei georgiano Davi IV derrotou as forças seljuque, em 12 de agosto de 1121. O campo de batalha estende-se por muitos quilômetros e é coberto, em abundância, pelo prado subalpino. No início da década de 1990, um monumento foi erigido no local da batalha, o qual consiste em dúzias de espadas sobre o chão em forma de cruzes e esculturas colossais de corpos desmembrados de guerreiros espalhadas pelos gramados.